# Ibrahim bin Abd al-Aziz Al-Assaf
Ibrahim bin Abd al-Aziz Al-Assaf (in arabo إبراهيم بن عبد العزيز العساف‎?; Uyun AlJiwa, 28 gennaio 1949) è un economista, politico e scrittore saudita, ex ministro degli affari esteri.

## Primi anni di vita e formazione
Ibrahim bin Abd al-Aziz Al-Assaf è nato a Uyun AlJiwa, nella provincia di al-Qasim, il 28 gennaio 1949.
Nel 1971 ha conseguito un Bachelor of Arts in scienze economiche e politiche all'Università Re Sa'ud di Riad. Nel 1976 ha conseguito un Master of Arts in economia all'Università di Denver.

## Carriera
Inizialmente ha intrapreso la carriera di insegnante, è stato infatti assistente alla didattica e poi docente presso l'Accademia militare "Re Abd al-Aziz" dal 1971 al 1983. Nel 1982 ha conseguito un dottorato di ricerca in economia all'Università Statale del Colorado. Lo stesso anno è stato nominato assistente professore e capo del dipartimento dei servizi amministrativi dove ha prestato servizio fino al 1986. In quel periodo è stato anche consulente economico del Fondo saudita per lo sviluppo.
Dopo aver lasciato il mondo accademico, si è trasferito a Washington, dove ha rappresentato l'Arabia Saudita presso il Fondo monetario internazionale e la Banca Mondiale. Nel 1986 è stato nominato direttore esecutivo alternativo per l'Arabia Saudita presso il Fondo monetario internazionale. Nel 1989 ha assunto la direzione esecutiva per l'Arabia Saudita alla Banca Mondiale.
Al suo ritorno in patria nel 1995 ha servito brevemente come vice governatore dell'Autorità Monetaria dell'Arabia Saudita, la banca centrale del paese. Nell'ottobre del 1995 è stato nominato ministro di Stato. Nel gennaio dell'anno successivo è stato nominato ministro delle finanze e dell'economia nazionale. È succeduto ad Abd al-Aziz bin Abd Allah Al Khuwaite. Nel 2003 il dicastero è stato ribattezzato in Ministero delle finanze.
È stato anche membro del consiglio di amministrazione della Saudi Aramco, la compagnia petrolifera nazionale di proprietà statale, dal 1996, presidente del Fondo saudita per lo sviluppo e membro del consiglio per gli investimenti pubblici.
Il 31 ottobre 2016 re Salman ha chiamato a succedergli Mohammed Al-Jadaan. Il 2 novembre lo ha nominato ministro di Stato.
A luglio del 2017 ha guidato la delegazione saudita all'incontro del G20 di Amburgo, in Germania.
Il 4 novembre 2017 è stato arrestato durante un "giro di vite contro la corruzione" condotto da un nuovo comitato reale anti-corruzione guidato dal principe ereditario Mohammad bin Salman Al Sa'ud. Tuttavia, l'inchiesta non ha riscontrato prove di illeciti ed è perciò tornato alle sue funzioni ufficiali e il suo nome è stato cancellato dalle indagini.
Nel gennaio del 2018 ha guidato una delegazione di alto livello al World Economic Forum di Davos.
Il 27 dicembre 2018 re Salman lo ha nominato ministro degli affari esteri. È succeduto ad Adel al-Jubayr che è stato nominato ministro di Stato per gli affari esteri. Il 23 ottobre 2019 è stato sostituito nell'incarico da Faisal bin Farhan Al Saud.

## Vita personale
È sposato e ha quattro figli.